# Bram Som
Bram Som (ur. 20 lutego 1980 w Terborgu) – holenderski lekkoatleta, biegacz średniodystansowy, mistrz Europy.
Jego największym osiągnięciem sportowym jest mistrzostwo Europy w 2006 w biegu na 800 m. Wcześniej zajmował wysokie miejsca podczas mistrzostw Europy w 2002 (6. miejsce) i halowych mistrzostw świata w 2003 (5. miejsce). Ze startów w 2005 wykluczyła go kontuzja ścięgna Achillesa, ale po powrocie udało mu się zdobyć tytuł mistrza Europy. W 2009 roku zajął 7. miejsce w mistrzostwach świata.
Dwukrotnie startował na igrzyskach olimpijskich, za każdym razem startując w konkurencji biegu na 800 metrów. W 2000 odpadł w eliminacjach, natomiast w 2004 roku odpadł w półfinale.
Bram Som jest oficerem armii holenderskiej.